# Gunnar Tallberg

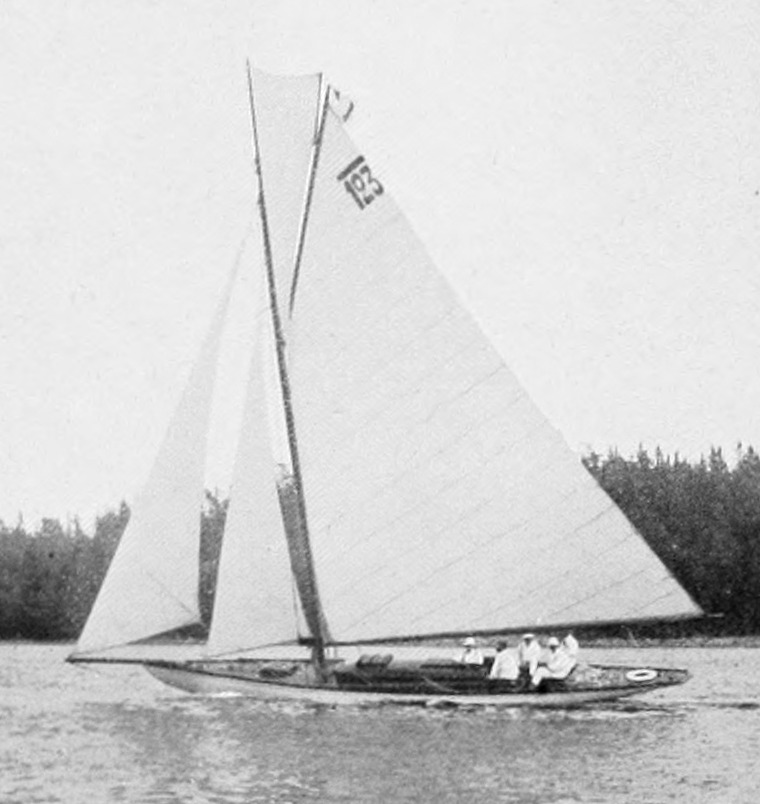
Lucky Girl

Gunnar Tallberg (ur. 23 grudnia 1881 w Helsinkach, zm. 27 sierpnia 1931 tamże) – fiński przedsiębiorca i żeglarz, olimpijczyk, zdobywca brązowego medalu w regatach na Letnich Igrzyskach Olimpijskich w 1912 roku w Sztokholmie.
Na Letnich Igrzyskach Olimpijskich 1912 zdobył brąz w żeglarskiej klasie 8 metrów. Załogę jachtu Lucky Girl tworzyli również Emil Lindh, Arthur Ahnger, Bertil Tallberg i Georg Westling.
Studiował za granicą, a po śmierci ojca wraz z bratem przejęli rodzinne przedsiębiorstwo. Ze względu na zły stan zdrowia zrezygnował z funkcji dyrektora generalnego w 1928 roku, trzy lata później zmarł.
Brat Bertila, którego wnukami byli Henrik, Johan i Peter Tallbergowie – wszyscy rywalizowali w żeglarstwie na igrzyskach olimpijskich.